# Anisus terekholicus
Anisus terekholicus е вид охлюв от семейство Planorbidae.

## Разпространение
Видът е разпространен в Монголия и Русия (Западен Сибир и Тува).